# Jana Lepik
Jana Lepik (* 28. November 1981 in Tartu) ist eine estnische Dichterin.

## Leben und Werk
Jana Lepik ging nach dem Abitur drei Jahre lang auf eine Kunstschule und studierte anschließend vier Jahre an der Pädagogischen Universität in Tallinn Literatur, ohne jedoch einen Abschluss zu machen.
Lepik debütierte 2000 innerhalb des Sammelbandes Mõned ei tahtnudki ('Manche wollten auch nicht', 2000), in dem beispielsweise auch Texte von Wimberg, Jürgen Rooste und Ivar Sild erschienen. Größere Bekanntheit erlangte sie jedoch dadurch, dass ihre erste Gedichtsammlung im mp3-Format erschien und eine Weile von Interessenten von der Homepage des Verlages „Bahama Press“ heruntergeladen werden konnte. Ihr Debüt in Buchform erfolgte 2004 mit Offener Himmel im Tallinner Verlag „Tuum“. Die Kritik feierte sie einerseits als „künftigen Star“, mahnte andererseits aber auch zur Zurückhaltung: „Wenn Lepik noch begreifen würde, dass gute Dichtung mehr Denken oder Wandern und weniger die Ästhetik schöner Worte ist, stünde ihr der Himmel offen.“
Danach hat Lepik in regelmäßiger Folge weitere Gedichtbände vorgelegt.

## Bibliografie
- Lahtine taevas ('Offener Himmel'). Tallinn: Tuum 2004. 40 S.
- Tuhahelbed ('Ascheflocken'). Tartu: Fantaasia 2008. 132 S.
- Kus hommikud koidavad ('Wo die Morgende dämmern'). Tartu: Fantaasia 2009. 74 S.
- Tagasi olevikku ('Zurück in die Gegenwart'). Tartu: Fantaasia 2010. 63 S.
- Kask valgel asfaldil ('Birke auf weißem Asphalt'). Tartu: Fantaasia 2011. 89 S.
- Maailm on alles, vaikuses ('Die Welt gibt es noch, in der Stille'). Tartu: Fantaasia 2012. 85 S.
- Mikrokosmos. Tartu: Fantaasia 2013. 67 S.
- Õhukeseks viilutatud aeg ('Dünngeschliffene Zeit'). Tartu: Fantaasia 2014. 83 S.
- Katkendeid ('Bruchstücke'). Tartu: Fantaasia 2017. 60 S.